# William Tritton
Sir William Ashbee Tritton (London, 1875. június 19. – Lincoln, 1946. szeptember 24.) angol gépészmérnök, a harckocsi megalkotója. Gépészmérnöki Intézet tagja (M. I. Mech. E.), békebíró (J. P.), .

## Életpályája
Apja londoni tőzsdeügynök volt. Iskoláit a Finchley-i Christ's College-ben és King's College-ben végezte Londonban. 1906-ban csatlakozott a William Foster & Co. Ltd-hez Lincolnban, melynek 1911 és 1939 között elnöke, majd vezérigazgatója volt. 1916-ban vette feleségül Isobel Grahame Gilliest. 1917-ben lovaggá ütötték.

## Munkássága
A mezőgazdasági gépek tervezésének szakembere volt, Walter Gordon Wilson őrnaggyal együtt alkották meg az első tankot. Az első világháború kezdetén az angol Védelmi Minisztérium által felállított Landship (szárazföldi hajó) Bizottság felkérte, hogy tervezzen egy tengerészeti löveg szállítására alkalmas, lánctalpas járművet. Megépítette a Linkol 1. számú gépet, ez volt a tankként ismert harcjármű prototípusa.

## Emlékezete
Lincolnban utat neveztek el róla és emlékét egy dísztábla is őrzi a gyár helyén épült áruház bejárata mellett.